# Orizzonti della scienza e della tecnica
Orizzonti della scienza e della tecnica è stato un programma televisivo italiano di divulgazione scientifica curato da Giulio Macchi, andato in onda tra il 1966 e il 1973 sulle reti televisive della Rai la domenica alle 22.05. Nel corso delle sue sette edizioni, la trasmissione è andata in onda sia sul Programma Nazionale che sul Secondo Canale.

## La trasmissione
L'obiettivo del programma era di aggiornare il pubblico sulle novità della ricerca scientifica, attraverso interviste a famosi scienziati e servizi presentati "in esclusiva". Le sigle del programma erano Gli auguri primaverili della Sagra della primavera di Igor' Stravinskij e Les Préludes di Franz Liszt.
Le puntate potevano essere monografiche, interamente dedicate a un argomento, oppure miste. In questo caso, la trasmissione sottolineava il rapporto tra i problemi della vita quotidiana e la ricerca scientifica, anche attraverso alcune interviste a persone comuni che spiegavano il loro problema o incontri con gli scienziati, presentati al pubblico in una maniera elementare per facilitare la comprensione al vasto pubblico.
Per la sua durata (sette stagioni) e la varietà dei temi trattati, è considerato il primo importante programma televisivo di divulgazione scientifica. Negli anni precedenti vi erano stati altri programmi su temi scientifici, come Le avventure della scienza di Enrico Medi (lo scienziato divenuto famoso in Italia per aver collaborato alla trasmissione non-stop condotta da Tito Stagno in occasione del primo sbarco umano sulla Luna, nel luglio 1969), e La macchina per vivere di Anna Maria Di Giorgio, ma erano stati di breve durata.